# Caimari
Caimari ist ein Dorf auf der Baleareninsel Mallorca, das zur Gemeindeverwaltung Selva gehört.
Caimari liegt am Fuße der Sierra de Tramuntana, zwischen den Orten Mancor de la Vall (3,4 km) und Binibona (2,3 km). Von Caimari aus führt die 10,7 km lange kurvenreiche Bergstraße Ma-2130 zum Wallfahrtsort Santuari de Lluc. Im Ort Caimari leben 751 Einwohner (Quelle: INE 2014).

## Geschichte
Der Ortsname Caimari ist wahrscheinlich mozarabischen Ursprungs. Die Rechtschreibung des Ortsnamens änderte sich im Laufe der Zeit, so sind in historischen Dokumenten die Namen Caymarix li Aben-leube, Caymarix Labelembe oder Caymaritx Labenleube, Queymaritx und Caymari zu finden.
Das Gebiet von Caimari ist historisch bekannt für den Olivenanbau. Archäologen gehen davon aus, dass die älteste Siedlung in der Nähe von Caimari aus der vortalayotischen Kultur (2500–1400 vor Christus) stammt. Dies wird durch prähistorische Funde in einigen Höhlen und Grotten, die sich in den Bergen von Caimarienques befinden, bestätigt.
In der Zeit nach der Eroberung von Mallorca durch die Römer im Jahr 123 vor Christus wurden die Siedlungen als Fornassos bekannt. Eine Namensvariante aus dieser Zeit leitet sich vom lateinischen Anthroponym Caimari des berühmten römischen Feldherrn Gaius Marius ab, der an der Eroberung beteiligt war.
Die Ländereien von Caimari wurden von den Katalanen zwischen 1230 und 1231 zurückerobert und das als maurisch bezeichnet Caymarix li Aben-leube unter der Bevölkerung aufgeteilt.

## Wirtschaft
Im Ort befindet sich eine der ältesten Olivenmühlen von Mallorca, die heute noch unter dem Markennamen Oli Caimari  in Betrieb ist. Die am Eingang des Dorfes gelegene Ölmühle wird von einem Familienunternehmen, das auch den Olivenanbau betreibt, verwaltet. Von November bis Februar, in der Zeit der Olivenernte, kann den Prozess der Verarbeitung der Oliven besichtigt werde.
Eine der traditionellen Wirtschaftstätigkeiten, die im Bergland von Caimari praktiziert wurde, war der Beruf des Eismachers (Els nevaters). Die Nevaters arbeiteten in zahlreichen Cases de Neu (deutsch Schneehäusern) in den nahe gelegenen Bergen, wo sie im Winter den Schnee sammelten und dort aufbewahrten, um im Sommer das Eis in die Städte auf der Insel zu liefern und zu verkaufen.

## Kirchengeschichte
Bis ins 18. Jahrhundert nutzten die Einwohner von Caimari eine private Kapelle des Gutshauses Son Albertí für religiöse Zwecke, da noch keine Dorfkirche existierte. Im Jahre 1727 erhielten der Pfarrer und der Besitzer von Son Albertí von Papst Benedikt XIII. die Erlaubnis, eine öffentliche Dorfkirche zu erbauen. Zu diesem Zweck stellte der Besitzer von Son Albertí die an sein Grundstück angrenzenden Flächen zur Verfügung. Der Grundstein wurde 1732 gelegt und der Bau 1757 abgeschlossen. Die Kirche Església Vella besteht aus einem einzigen Kirchenschiff mit Spitzbögen. An der Hauptfassade über dem Hauptportal befindet sich eine Sonnenuhr aus dem Jahre 1851.
Pfarrkirche Immaculada Concepció, sie ist auch bekannt als die „Iglesia Nueva“ (Neue Kirche) wurde im Jahre 1853 aufgrund eines starken Bevölkerungszuwachses gebaut. Die Kirche besteht aus einem Kirchenschiff mit Tonnengewölbe, Kreuzrippen und Seitenkapellen. Der Hauptaltar ist von einem Altaraufsatz gekrönt, welcher der Immaculada Concepció de Maria (Maria Unbefleckte Empfängnis), der Schutzheiligen von Caimari gewidmet ist. Das Gotteshaus wurde im Jahre 1890 geweiht. Besonders interessant ist die aus der Kirche „Sagrados Corazones“ aus Palma de Mallorca stammende Orgel und das Bildnis der Unbefleckten Empfängnis und des Seligen Ramón Llull. Die Seitenkapelle auf der rechten Seite, wenn man die Kirche durch das Hauptportal betritt, ist der Jungfrau von Lluc gewidmet.
Der Bau der neuen Kirche führte zur Schließung der alten Kirche Església Vella als Gebetsstätte. Sie wird heute für Kunstausstellungen und andere kulturelle und gesellschaftliche Aktivitäten verwendet.

## Pilgerweg

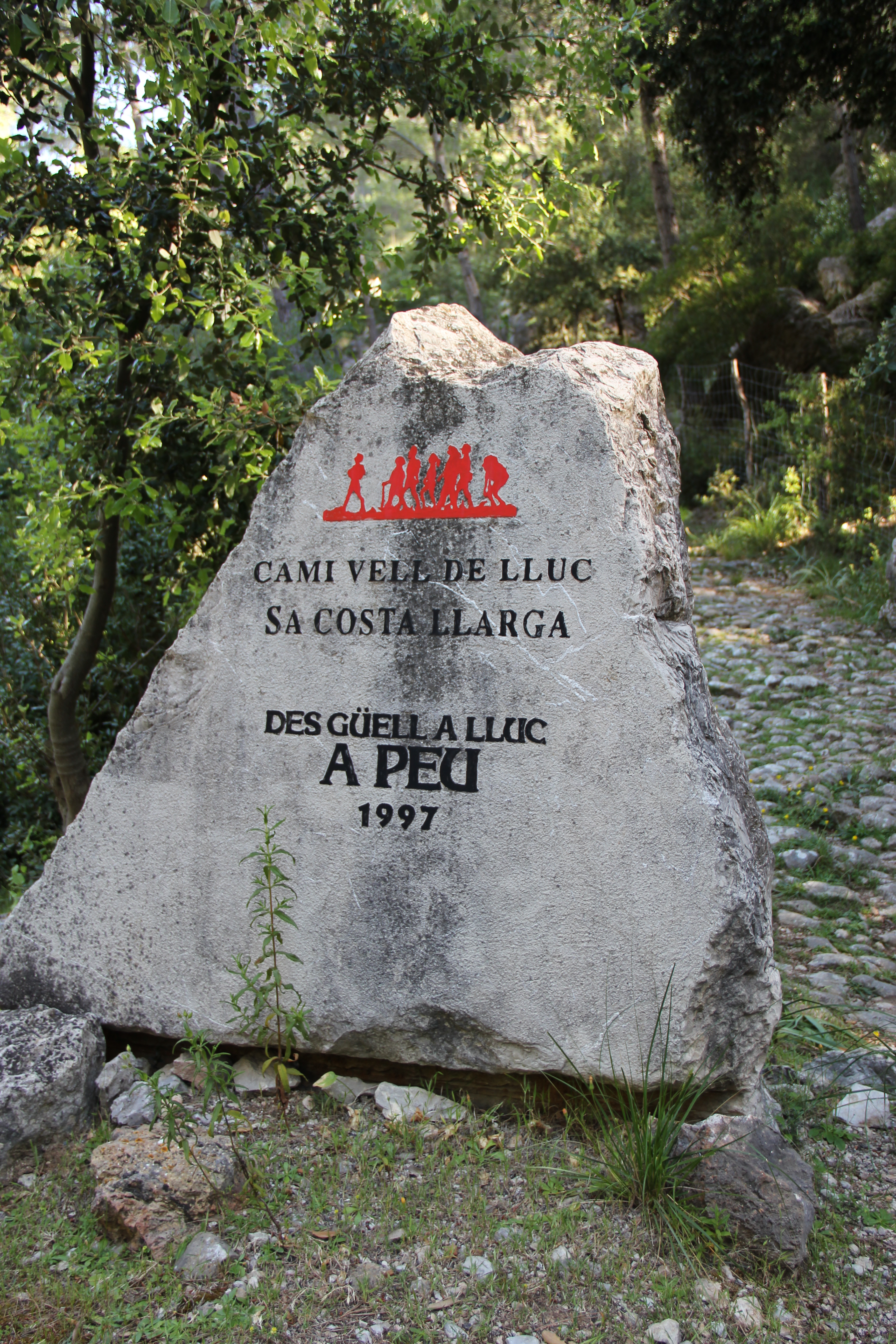
Gedenkstein am Pilgerweg nach Lluc

Caimari liegt am Camí Vell de Lluc, einem alten Pilgerweg, der von der Hauptstadt Palma zum Wallfahrtsort Lluc führt. Der größtenteils gepflasterte Weg wurde vor einigen Jahren aufwendig restauriert und als GR 222 ausgeschildert. Er wird heute von vielen Touristen als Wanderweg genutzt. Für die etwa neun Kilometer lange Strecke von Caimari bis Lluc sollten etwa drei Stunden eingeplant werden.

## Feste
- Am dritten Sonntag im November jeden Jahres  findet die  Fira de s'Oliva (Olivenmesse) statt, auf der alle Arten von Produkten der lokalen Handwerker, sowie Lebensmittel von Bauern der Region einschließlich Oliven und Öl verkauft werden.[3]

- Mare de Déu d’agost, Patronatsfest von Caimari, 15. August jeden Jahres

## Sehenswertes
- Tafona-Museu de Caimari, Geschichte Caimaris zum Olivenanbau
- Pfarrkirche Immaculada Concepció (Unbefleckte Empfängnis), erbaut zwischen 1877 und 1891
- Església Vella (Oratori de Sant Jaume), Grundsteinlegung 1732
- Gutshof Son Albertí
- Alte Ölmühle Cas Menescal
- Neue Ölmühle „Oli Caimari“
- Völkerkundliches Freilichtmuseum
- Kloster der Franziskanerinnen 1875
- Herrenhaus in der Calle Ca S’Hereu Nr. 2, war einst Besitz des berühmten mallorquinischen Freibeuterkapitäns Antonio Barceló i Pont de la Terra (1717–1797), dem Generalleutnant der Armada Real, der Königlichen Kriegsflotte.

## Markt
Der Wochenmarkt in Caimari ist jeden Montag von 08:00 bis 13:00 Uhr auf dem Hauptplatz Plaça Major von Caimari, wo Obst, Gemüse, Blumen und Pflanzen, Kleidung und Schuhe etc. angeboten werden.

## Persönlichkeiten
- Antoni Vallori (1949–2022), Radrennfahrer